# Pasteurella multocida
Pasteurella multocida (лат.) — вид грамотрицательных бактерий из семейства Pasteurellaceae. Открыт Луи Пастером, изучавшим холеру птиц. Вторая часть названия происходит от multus (lat. много) и caedo (lat. убивать).
Неподвижные, чувствительные к пенициллинам коккобациллы. Возбудитель геморрагической септицемии животных, холеры птиц, а также легочных пастереллёзов, осложнённых респираторными инфекционными заболеваниями вирусной и бактериальной этиологии.

## Описание
Коккобациллы длиной 0,5—15 и шириной 0,25—0,5 мкм. В мазках из чистой культуры пастереллы более полиморфны: овоиды, мелкие кокки, палочки различной длины, которые иногда соединяются в небольшие нити. При окраске мазков из патматериала по Романовскому-Гимзе или синькой Лефлёра обнаруживают биполярность. Вирулентные штаммы в организме животных образуют слизистую капсулу.

## Биология
Факультативные анаэробы, температурный оптимум 37—38 ºС, pH — 7,2±0,2. Устойчивость во внешней среде не высока. При 50 ºС гибнут за 20 минут. При кипячении — моментально. Выдерживают заморозку до −70 ºС.
Активность не постоянна. Большинство штаммов P. multocida ферментируют глюкозу, сахарозу, маннозу и маннит с образованием кислоты без газа. Не ферментируют лактозу и мальтозу, образуют индол, сероводород, не расщепляют мочевину и не растут на среде Симмонса.
Антигенная структура пастерелл сложна и до конца не изучена. Установлено, что у пастерелл имеется термостабильный О-антиген и К-антиген у вирулентных штаммов. P. multocida имеет 4 сероварианта (A, B, D, E). Доказано, что строгой видовой специфичности у штаммов пастерелл различных серотипов не существует.

## Патогенность
Бактерии образуют истинные токсины и эндотоксины. Пастереллы — условно-патогенны, часто обитают в верхних дыхательных путях.

## Лабораторная диагностика
Производится микроскопия мазков-отпечатков, выделение возбудителя из патматериала на питательных средах или с помощью биопробы, идентификация выделенной культуры и определение её патогенности. Для этого в лабораторию направляют (посмертно) кровь и сердце, перевязанное у основания аорты лигатурами, кусочки паренхиматозных органов, кусочек лёгкого на границе поражённой и здоровой ткани с прилегающими регионарными лимфоузлами, трубчатую кость, трупы мелких животных и птиц — целиком. При жизни: при маститах — молоко из пораженных долей вымени, смывы со слизистой оболочки носа. Патматериал отбирают и направляют в лабораторию не позднее 3—5 часов с момента гибели животных. При подозрении на пастереллёз птиц — кроме трупов, направляют 5—6 больных птиц. Из присланного материала готовят мазки-отпечатки, окрашивают по Граму, Романовскому-Гимзе, Лефлёру и микроскопируют.
Для выделения возбудителя из патматериала производят посевы на глюкозо-сывороточные питательные среды, термостатируют. Также, одновременно, с целью выделения возбудителя из материала, заражают трёх белых мышей или одного кролика суспензией из патматериала в дозе 0,3 мл подкожно. Затем просматривают. 
Бактерии не растут на обычных питательных средах, поэтому в МПА/МПБ, агар и бульон Хоттингера добавляют нормальную сыворотку крови лошади (5—10 %) и 2 % глюкозы, то есть используют глюкозо-сывороточные среды. Посевы инкубируют в термостате при 37—38 ºС в течение 24—48 часов. При отсутствии роста, первичные посевы выдерживают в термостате в течение 4—5 суток с ежедневным просмотром. На плотных питательных средах образуют прозрачные росинчатые колонии S-формы диаметром 2—3 мм, которые при дальнейшем культивировании становятся серо-белого цвета.
По внешнему виду у пастерелл различают 3 основных типа колоний: M — (mucilage) слизистые, S (smooth) — гладкие и R (rough) — шероховатые. На жидких питательных средах дают лёгкое помутнение среды, которое при встряхивании пробирки просматривается в виде так называемых «муаровых» волн. Также на дне пробирки образуется слизистый осадок, который при встряхивании поднимается в виде косички.